# Zenvo
Zenvo este un producător de vehicule danez cu sediul în Præsto, Zealand. Compania a fost fondată în 2007. Produce în principal vehicule sport.